# ぬらりひょんの孫のディスコグラフィ
ぬらりひょんの孫のディスコグラフィ（ぬらりひょんのまごのディスコグラフィ）では、ポニーキャニオンから発売されているテレビアニメ『ぬらりひょんの孫』の関連CDについて記述する。

## 片手☆SIZE

### Sparky☆Start
2010年（平成22年）8月18日にポニーキャニオンから発売。表題曲「Sparky☆Start」は、テレビアニメ「ぬらりひょんの孫」の前期エンディングテーマとして使用された。
歌っているのは同アニメでメインヒロイン3人の声を担当している平野綾、堀江由衣、前田愛の3人。ジャケットには、家長カナ、雪女、花開院ゆらがそれぞれ赤青黄の衣装を着ているイラストが岡真理子により描かれている。
収録曲
（全作詞：大塚利恵）
1. Sparky☆Start [4:19]
作曲・編曲：津波幸平
  - テレビアニメ『ぬらりひょんの孫』前期エンディングテーマ
2. 雷雷パレード [4:13]
作曲・編曲：悠木真一
3. Sparky☆Start（Instrumental）
4. 雷雷パレード（Instrumental）

### Symphonic☆Dream
片手☆SIZEの2枚目のシングル。2010年（平成22年）11月17日にポニーキャニオンから発売された。
表題曲「Symphonic☆Dream」は、テレビアニメ「ぬらりひょんの孫」の後期エンディングテーマとして使用されている。同アニメでメインヒロイン3人の声を担当している平野綾、堀江由衣、前田愛の3人が歌っている。ジャケットには、家長カナ、雪女、花開院ゆらがそれぞれサンタクロースの衣装を着ているイラストが描かれている。
収録曲
（全作詞：大塚利恵）
1. Symphonic☆Dream [5:09]
作曲・編曲：津波幸平
  - テレビアニメ『ぬらりひょんの孫』後期エンディングテーマ
2. TKGしか愛せない [4:04]
作曲・編曲：岩見直明
3. Symphonic☆Dream （Instrumental）
4. TKGしか愛せない（Instrumental）

### Orange Smile
2011年（平成23年）7月27日にポニーキャニオンから発売。表題曲「Orange Smile」は、テレビアニメ「ぬらりひょんの孫～千年魔京～」の前期エンディングテーマとして使用された。
歌っているのは同アニメでメインヒロイン3人の声を担当している平野綾、堀江由衣、前田愛の3人。ジャケットには、家長カナ、雪女、花開院ゆらがそれぞれ浮世絵中学校の制服を着ているイラストが描かれている。
収録曲
（全編曲：津波幸平）
1. Orange Smile [4:09]
作詞：大塚利恵、作曲：津波幸平
  - テレビアニメ『ぬらりひょんの孫〜千年魔京〜』前期エンディングテーマ
2. Lime Night [3:59]
作詞：南音、作曲：町田トシユキ
3. Orange Smile（Instrumental）
4. Lime Night（Instrumental）

### Departure
2011年（平成23年）10月26日にポニーキャニオンから発売。表題曲「Departure」は、テレビアニメ「ぬらりひょんの孫 〜千年魔京〜」の後期エンディングテーマとして使用された。
歌っているのは同アニメでメインヒロイン3人の声を担当している平野綾、堀江由衣、前田愛の3人。ジャケットには、家長カナ、雪女、花開院ゆらがそれぞれ可憐な衣装を着ているイラストが描かれている。
収録曲
（全作詞：大塚利恵、作曲・編曲：津波幸平）
1. Departure [4:22]
  - テレビアニメ『ぬらりひょんの孫 〜千年魔京〜』後期エンディングテーマ
2. Tiara a moi [3:51]
3. Departure（Instrumental）
4. Tiara a moi（Instrumental）

## キャラクターCD

### 奴良リクオ／鴆
2010年（平成22年）10月20日発売。歌っているのは同アニメで主人公 奴良リクオを演じる福山潤と鴆役の杉田智和の2人。ジャケットには、岡真理子による奴良リクオと鴆のイラストが描かれている。
収録曲
1. True Blood [4:24]
歌：奴良リクオ（福山潤）
作詞：岩城由美[2][3]、作曲：大隅知宇[3]、編曲：pOlOn[3]
2. [約束] featuring 鴆 [4:44]
歌：鴆（杉田智和）
3. リクオ、風邪をひく [11:13]
4. 三千世界の鴆を殺し [11:54]
5. True Blood（Instrumental）
6. [約束] featuring 鴆（Instrumental）

### 青田坊／黒田坊
2011年（平成23年）11月17日に発売。歌っているのは同アニメで青田坊を演じる安元洋貴と黒田坊を演じる鳥海浩輔の2人。ジャケットには、岡真理子による青田坊と黒田坊のイラストが描かれている。
収録曲
（全作詞：マイク・スギヤマ）
1. 上等だ! [4:24]
歌：青田坊（安元洋貴）
作曲・編曲：岸村正実
2. ひとひらら [4:44]
歌：黒田坊（鳥海浩輔）
作曲・編曲：岩崎文紀
3. どっちが男前!? [8:16]
4. 黒田坊の男前講座 [16:44]
5. 上等だ!（Instrumental）
6. ひとひらら（Instrumental）

### 家長カナ／花開院ゆら
2010年（平成22年）12月15日に発売。歌っているのは同アニメで家長カナを演じる平野綾と花開院ゆらを演じる前田愛の2人。ジャケットには、岡真理子による家長カナと花開院ゆらのイラストが描かれている。
収録曲
（全作詞：マイク・スギヤマ）
1. Maybe-go-round [5:02]
歌：家長カナ（平野綾）
作曲・編曲：岩崎文紀
2. ゆめゆめ [4:06]
歌：花開院ゆら（前田愛）
作曲：水流ともゆき、編曲：岸村正実
3. 知られちゃいけない!? [11:01]
4. 怖がりをなおせ! [11:37]
5. Maybe-go-round（Instrumental）
6. ゆめゆめ（Instrumental）

### 奴良リクオ／清継＆島
2010年（平成22年）12月15日に発売。歌っているのは同アニメで奴良リクオを演じる福山潤と清継、島を演じる谷山紀章と柿原徹也の3人。ジャケットには、岡真理子による奴良リクオ、清継、島のイラストが描かれている。
収録曲
（全作詞：マイク・スギヤマ）
1. ひとつの鼓動 [4:48]
歌： 奴良リクオ（福山潤）
作曲・編曲：四十万行道
2. I can't stop my true Love [5:11]
歌：清継（谷山紀章）、島（柿原徹也）
作曲・編曲：岩崎文紀
3. お花見は妖しさ満開!? [12:55]
4. 清十字団・持ちもの検査 [12:02]
5. ひとつの鼓動（Instrumental）
6. I can't stop my true Love（Instrumental）

### 雪女／三羽鴉
2011年（平成23年）2月16日に発売。歌っているのは同アニメで雪女と三羽鴉（黒羽丸・トサカ丸・ささ美）を担当している堀江由衣、下野紘、入野自由、小清水亜美の4人。ジャケットイラストは岡真理子によるもので、雪女とその背後に三羽鴉が描かれている。
収録曲
（全作詞：マイク・スギヤマ）
1. いつもそばで [4:24]
歌：雪女（堀江由衣）
作曲：水流ともゆき、編曲：村瀬恭久
2. 3つの翼 [4:11]
歌：三羽鴉［黒羽丸・トサカ丸・ささ美）（CV：下野紘、入野自由、小清水亜美）］
作曲：水流ともゆき、編曲：村瀬恭久
3. あの人が変わった理由 [12:06]
4. みんなの理想のあの人は [13:08]
5. いつもそばで（Instrumental）
6. 3つの翼（Instrumental）

### 牛頭丸＆馬頭丸／牛鬼
2011年（平成23年）3月16日に発売。歌っているのは同アニメで牛頭丸、馬頭丸を演じる吉野裕行と保志総一朗、牛鬼を演じる中田譲治の3人。ジャケットには、岡真理子による牛頭丸、馬頭丸、牛鬼のイラストが描かれている。
収録曲
（全作曲・編曲：横山克）
1. Don't Stop Till The End [3:09]
歌：牛頭丸＆馬頭丸（吉野裕行、保志総一朗）
作詞：EQ
2. [誓] featuring 牛鬼 [4:46]
歌：牛鬼（中田譲治）
3. これらは何に使うのか? [8:16]
4. 牛鬼組カーチェイス!? [16:44]
5. Don't Stop Till The End（Instrumental）
6. [誓] featuring 牛鬼（Instrumental）

### イタク／淡島
2011年（平成23年）9月21日に発売。歌っているのは同アニメでイタクを演じる岸尾だいすけと淡島を演じる柚木涼香の2人。ジャケットには、岡真理子によるイタクと淡島のイラストが描かれている。
収録曲
（全編曲：pOlOn）
1. Against [3:09]
歌：イタク（岸尾だいすけ）
作曲：柳川真寿美、作曲：pOlOn
2. Pride [4:46]
歌：淡島（柚木涼香）
作詞：岩城由美、作曲：石田寛朗
3. あまのじゃく^2 [11:20]
4. Against（Instrumental）
5. Pride（Instrumental）

### 花開院竜二／花開院秋房
2011年（平成23年）10月26日に発売。歌っているのは同アニメで花開院竜二を演じる小西克幸と花開院秋房を演じる森久保祥太郎の2人。ジャケットには、岡真理子による花開院竜二と花開院秋房のイラストが描かれている。
収録曲
1. Integrity [4:33]
歌：花開院竜二（小西克幸）
2. my shining sword [4:09]
歌：花開院秋房（森久保祥太郎）
3. 陰陽師の進路相談 [10:00]
4. Integrity（Instrumental）
5. my shining sword（Instrumental）

### 花開院秀元／花開院ゆら
2011年（平成23年）11月25日発売。歌っているのは同アニメで花開院秀元を演じる緑川光と花開院ゆらを演じる前田愛の2人。ジャケットには、岡真理子による花開院秀元〈13代目〉と花開院ゆらのイラストが描かれている。
収録曲
（全作詞：マイク・スギヤマ）
1. 喜童愛楽 [4:33]
歌：花開院秀元〈13代目〉（緑川光）
作曲・編曲：井内啓二
2. カナシミの終わる場所 [4:09]
歌：花開院ゆら（前田愛）
作曲：大塚孝平、編曲：松尾早人
3. ひいひいひい（略）じいちゃんは執事! [10:00]
4. 喜童愛楽（Instrumental）
5. カナシミの終わる場所（Instrumental）

### 羽衣狐／狂骨（娘）
2011年（平成23年）12月28日発売。歌っているのは同アニメで羽衣狐を演じる能登麻美子と狂骨（娘）を演じる日笠陽子の2人。
収録曲
1. 漆黒の羽根
歌：羽衣狐（能登麻美子）
作詞：FLAT5th Rico、作曲：pOlOn、編曲：市川淳
2. ユメノセカイ
歌：狂骨（娘）（日笠陽子）
作詞：Yuka-ri、作曲：ムラマツテツヤ、編曲：pOlOn
3. おいでやす☆ベイビー!
4. 漆黒の羽根（Instrumental）
5. ユメノセカイ（Instrumental）